# Souihla
Souihla (também escrito Souehla) é uma vila na comuna de Sidi Aoun, no distrito de Magrane, província de El Oued, Argélia. A vila está localizada a noroeste da rodovia N3, 18 quilômetros (11 milhas) a nordeste da capital provincial El Oued.